# Вільяр-де-Домінго-Гарсія
Вільяр-де-Домінго-Гарсія (ісп. Villar de Domingo García) — муніципалітет в Іспанії, у складі автономної спільноти Кастилія-Ла-Манча, у провінції Куенка. Населення — 225 осіб (2010).
Муніципалітет розташований на відстані близько 120 км на схід від Мадрида, 21 км на північний захід від Куенки.
На території муніципалітету розташовані такі населені пункти: (дані про населення за 2010 рік)
- Ноеда: 13 осіб
- Вільяр-де-Домінго-Гарсія: 212 осіб

## Демографія
Динаміка населення (INE ):